# Igor Spasski
Igor Dmitrijewicz Spasski (ros. Игорь Дмитриевич Спасский, ur. 2 sierpnia 1926 w Bogorodsku (obecnie Nogińsk) w obwodzie moskiewskim, zm. 3 września 2024 w Petersburgu) – radziecki naukowiec i inżynier, projektant łodzi podwodnych.

## Życiorys
W 1949 ukończył Wyższą Wojskowo-Morską Szkołę Inżynieryjną im. Dzierżyńskiego i rozpoczął służbę we Marynarce Wojennej ZSRR; od października 1949 służył na krążowniku Frunze w Mikołajowie. 
W 1950 został odkomenderowany do pracy w przemyśle okrętowym z pozostawieniem w kadrach marynarki (w 1955 został zwolniony do rezerwy w stopniu starszego porucznika inżyniera). Od 1950 pracował w Specjalnym Biurze Konstruktorskim-143 (OKB-143), brał udział w stworzeniu doświadczonej łodzi podwodnej z parowo-gazowym napędem turbinowym. Od 1953 roku pracował w Centralnym Biurze Konstruktorskim-19 (CKB-18) jako inżynier-konstruktor, od 1954 kierownik sektora, a od 1956 zastępca głównego konstruktora atomowej łodzi podwodnej. Od 1968 roku był głównym inżynierem, a w 1974 roku stanął na czele leningradzkiego biura projektowo-montażowego Rubin (KB-18; obecnie SA Centralne Konstrukcyjne Biuro Morskiej Techniki "Rubin"), początkowo jako główny konstruktor, a od 1983 konstruktor generalny; na tym stanowisku pozostawał do końca 2006. 
Wniósł zasadniczy wkład w stworzenie morskiego potencjału rakietowo-atomowego ZSRR i Rosji. Opracował szereg fundamentalnych zasad obejmujących zarówno wysoką wydajność, jak i bezpieczeństwo eksploatacji łodzi podwodnych i ich atomowych urządzeń energetycznych. Brał udział w budowie ponad dwustu łodzi podwodnych (w tym 96 atomowych czterech generacji. Jednym z ważniejszych okrętów podwodnych zbudowanych pod jego kierunkiem był K-141 Kursk z projektu 949 typu Oscar II. Po katastrofie okrętu Kursk 12 sierpnia 2000 nadzorował prace nad rozcięciem i podniesieniem wraku. 
Był członkiem Komitetu Wykonawczego Rady Miejskiej Leningradu i deputowanym ludowym ZSRR. W 1978 otrzymał stopień doktora nauk technicznych, a w 1984 tytuł profesora, w 1987 został akademikiem Akademii Nauk ZSRR. 22 maja 2002 otrzymał honorowe obywatelstwo Petersburga.

## Odznaczenia i nagrody
- Medal Sierp i Młot Bohatera Pracy Socjalistycznej (23 stycznia 1978)
- Order Lenina (dwukrotnie, 6 kwietnia 1970 i 23 stycznia 1978)
- Order Rewolucji Październikowej (1 sierpnia 1986)
- Order Czerwonego Sztandaru Pracy (28 kwietnia 1963)
- Order „Za zasługi dla Ojczyzny” II klasy (2002)
- Order „Za zasługi dla Ojczyzny” III klasy
- Order Honoru (29 grudnia 2010)
- Nagroda Leninowska (1965)
- Nagroda Państwowa ZSRR (1983)
- Państwowa Nagroda Federacji Rosyjskiej (2007)
- Medal „Za zasługi bojowe” (26 października 1955)

I inne.